# Bitwa pod Lauffeldt
Bitwa pod Lauffeldt – starcie zbrojne, które miało miejsce 2 lipca 1747 podczas wojny austriacko-francuskiej (1744–1748), będącej częścią austriackiej wojny sukcesyjnej (1740–1748).
Bitwa została stoczona pomiędzy armią francuską dowodzoną przez Maurycego Saskiego a armią sprzymierzonych (Wielka Brytania, Hesja, Holandia, Hanower i Austria) dowodzoną przez księcia Cumberland.
W czerwcu 1747 r. głównodowodzący tzw. Armii Pragmatycznej książę Cumberland zaplanował na czele 60 tys. ludzi podjęcie przy pomocy wojsk sprzymierzonych ofensywy przeciw wojskom francuskim pod wodzą marszałka Maurycego Saskiego i na korpus księcia Clermont. Uprzedzili go jednak Francuzi: po forsownym marszu marszałek połączył się z księciem i zajął pozycje, które wcześniej zamierzał zająć Cumberland. Naprzeciwko armii sprzymierzonych stanęło 80 tys. Francuzów.
Po wstępnej potyczce francuskiej i brytyjskiej kawalerii pod wodzą Johna Ligoniera, do natarcia ruszyła piechota sprzymierzonych. Ich wojska osłonięte były linią kilku wsi, co stało się przyczyną gwałtownego sporu pomiędzy ks. Cumberland a Ligonierem: zamierzał on rozlokować oddziały w wioskach, Cumberland natomiast wydał rozkaz do zajęcia pozycji poza linią zabudowań. W wyniku zamieszania wojska najpierw weszły do wsi, by wkrótce je opuścić. 
Wioski Lauffeldt oraz Vlytingen znajdowały się w centrum armii sprzymierzonych. Francuzi przypuścili najpierw atak na lewe skrzydło, gdzie opanowali dwie wioski. Następnie uderzyli na Lauffeldt, Vlytingen i Val, gdzie po gwałtownej walce zostali odparci. Na prawym skrzydle Cumberland zażądał wzmocnień ze strony Austriaków, ci jednak nie wyruszyli z pomocą. W tej sytuacji Francuzi ponowili ataki, powoli wypierając brytyjską piechotę z zabudowań (wioska Val przechodziła pięciokrotnie z rąk do rąk). Gwałtowny kontratak wprawdzie odepchnął Francuzów, wsparci jednak nowymi oddziałami ostatecznie wyparli Brytyjczyków.
Decydującym momentem bitwy była ucieczka jednostek holenderskich, które pociągnęły za sobą oddziały brytyjskie. Cumberland straciwszy panowanie nad sytuacją, nakazał odwrót. Wtedy na tyły wycofujących się wojsk uderzyły siły Maurycego Saskiego. Ligonier usiłował kontratakiem odeprzeć przeciwnika, wysyłając do walki 3 brytyjskie regimenty kawalerii. Atak zakończył się jednak wielkimi stratami, a sam Ligonier dostał się do niewoli. Tymczasem Cumberland uporządkował ostatecznie swoje siły i wycofał się z pola walki zagarniając większość dział, 700 jeńców oraz liczne sztandary przeciwnika. W walkach szczególnie odznaczył się w późniejszy generał James Wolfe.
Obu stronom bitwa przyniosła wysokie straty. Francuzi pomimo zwycięstwa mieli stracić do 10 tys. ludzi, sprzymierzeńcy zaś około 4 tysięcy. Jak zauważył później jeden z brytyjskich oficerów, życzyłby on codziennie przeciwnikowi takiego zwycięstwa. Bitwa obnażyła słabość dowodzenia sprzymierzonych, których wzajemne nieporozumienia naraziły wojska na niebezpieczeństwo. Bierność wojsk austriackich pozwoliła Maurycemu Saskiemu skoncentrować uderzenie na jednostkach brytyjskich i niemieckich. Jego zwycięstwo umożliwiło Francuzom opanowanie całego obszaru austriackich Niderlandów (dzisiejsza Belgia) wraz z zajęciem kolejnych miast.
Była to ostatnia większa bitwa tej wojny, zakończonej w następnym roku zawarciem pokoju w Akwizgranie. Francuzi w zamian za zwrot Louisbourga w Kanadzie oddali swoje zdobycze we Flandrii.